# Józef Gąsienica-Sobczak
Józef Gąsienica-Sobczak (Kościelisko, 9 de julio de 1934) es un deportista polaco que compitió en biatlón. Ganó dos medallas en el Campeonato Mundial de Biatlón entre los años 1965 y 1966.

## Palmarés internacional
| Campeonato Mundial | Campeonato Mundial           | Campeonato Mundial | Campeonato Mundial |
| Año                | Lugar                        | Medalla            | Prueba             |
| ------------------ | ---------------------------- | ------------------ | ------------------ |
| 1965               | Elverum (Noruega)            | Medalla de bronce  | Equipo             |
| 1966               | Garmisch-Partenkirchen (RFA) | Medalla de plata   | Individual         |
| 1966               | Garmisch-Partenkirchen (RFA) | Medalla de plata   | Relevos            |